# Gilles Vanden Burre
Gilles Vanden Burre (Brussel, 11 januari 1978) is een Belgisch politicus voor Ecolo. Hij is gespecialiseerd in aardmetalen en milieu.

## Opleiding en Carrière
Vanden Burre behaalde in 2001 het diploma van handelsingenieur aan de UCL en werd in 2002 master in de internationale relaties aan de Universiteit van Kent.
Hij werkte van 2003 tot 2005 als accountmanager voor KMO's bij de bank- en verzekeringsgroep CBC Banque & Assurance en was van 2005 tot 2006 projectmedewerker bij het Prins Albertfonds, waarvoor hij een business developmentproject voor metaalbekledingsproducten in Mexico leidde en een marktstudie uitvoerde naar de mijnindustrie in Colombia. Daarna vervulde hij tussen 2007 en 2014 verschillende commerciële functies bij de metaaltechnologiegroep Umicore: van 2007 tot 2010 was hij internationaal verkoopmanager voor kobalt- en nikkelproducten, van 2010 tot 2012 intern auditor bij de filialen in Latijns-Amerika en risico-analist voor handels-, financiële en productieprocessen en van 2012 tot 2014 commercieel manager voor Europa, het Midden-Oosten, Afrika en hoofd van de klantendienst voor eerder genoemde regio's en Azië. Vervolgens was hij van 2014 tot 2015 directeur van Greenbizz, een incubator voor bedrijven die zich bezighouden met duurzame ontwikkeling en het milieu.
Sinds april 2025 is hij senior adviseur bij het internationale politiek consultancybureau Rasmussen Group, waar hij Europese private bedrijven en regeringen adviseert over energietransitie, het beheer van zeldzame aardmetalen, klimaatbeleid en de uitrol van de Europese Green Deal.

## Politiek
Hij werd politiek actief voor Ecolo en begon zijn loopbaan als politiek secretaris van de Ecolo-afdeling van Elsene, waar hij van 2017 tot 2018 in de gemeenteraad zetelde. Bij de federale verkiezingen van juni 2010 stond Vanden Burre op de vijfde plaats van de Ecolo-lijst van de kieskring Brussel-Halle-Vilvoorde, maar werd niet verkozen. Bij de federale verkiezingen van mei 2014 was hij eerste opvolger op de Ecolo-lijst. 
Op 28 mei 2015 werd hij effectief lid van de Kamer als opvolger van Zakia Khattabi, die co-partijvoorzitter van Ecolo werd. Als Kamerlid richtte hij zich vooral op onderwerpen gelieerd aan banken, begroting, investeringen, het beleid inzake KMO's en zelfstandigen, corporate governance, consumentenzaken, digitalisering en digitale economie, klimaatverandering en duurzame transitie, burgerparticipatie en wetenschappelijke en technologische vraagstukken. In mei 2019 werd hij vanop de tweede plaats van de Brusselse Ecolo-lijst herkozen als Kamerlid. Vanaf januari 2020 was Vanden Burre er voorzitter van het adviescomité voor wetenschappelijke en technologische vraagstukken. In oktober 2020 volgde hij tevens Georges Gilkinet op als voorzitter van de Ecolo-Groen-fractie in de Kamer, een functie die hij afwisselend vervulde met Kristof Calvo en daarna Wouter De Vriendt (Groen). 
Bij de verkiezingen van 9 juni 2024 stond Vanden Burre opnieuw op de tweede plaats van de Ecolo-lijst in Brussel, maar hij werd niet herkozen. Na de verkiezingen stelde Vanden Burre zich samen met Marie-Colline Leroy kandidaat om co-voorzitter van Ecolo te worden. Het duo moest echter de duimen leggen voor Samuel Cogolati en Marie Lecocq.